# イェラン・セルシェル
イェラン・セルシェル（Göran Söllscher, 1955年12月31日 - ）は、スウェーデン出身のクラシック・ギター奏者。イョラン・セルシェルとも表記される。
ヨハン・ゼバスティアン・バッハからビートルズまで幅広いジャンルの音楽を解釈し、演奏するのが特徴。11弦ギターの演奏家のひとりでもある。

## 経歴
スウェーデン南部の都市ベクショーに出生。カルマル市で育ち、7歳からギターを始めた。
デンマーク・コペンハーゲンのデンマーク音楽アカデミー在学中の1978年、第20回パリ国際ギターコンクールで優勝。クラシックギター奏者にとって最大手のレーベルであるドイツ・グラモフォンと契約を結んだ。
その後は、スカンディナヴィア内のほとんどのオーケストラや、新日本フィルハーモニー交響楽団・イギリス室内管弦楽団・ロイヤル・フィルハーモニー管弦楽団・ヨーロッパ室内管弦楽団といった著名なオーケストラと共演を重ねている。またソロ奏者としても北アメリカ・ヨーロッパ・日本・中国などで演奏を行なっている。
2008年現在、他の演奏家との共演作を含む23枚の音源を発表し、2005年時点でおよそ100万枚を全世界で売り上げている。
1992年からスウェーデン王立音楽アカデミーの一員であり、また演奏のかたわら、1993年より自らの母校でもあるルンド大学で教鞭を執っている。教え子にはゲオルグ・グヤーシュ (Georg Gulyás)、マティアス・ヤーコブソン (Mattias Jacobsson) らがいる。
スコーネ地方東岸エステルレンの小さな村に在住。家族は妻と一男一女。